# José María Cepeda Barros
José María Cepeda Barrios fue el alcalde de Aranjuez (Comunidad de Madrid) desde 1995 hasta 2003, por el Partido Popular. 

## Biografía
Tras su paso por la alcaldía, trabajó como gerente del Instituto Tecnológico de Desarrollo Agrario (ITDA) (2003-2004) y del Instituto Madrileño de Investigación y Desarrollo Rural, Agrario y Alimentario (IMIDRA) (2004-2006), ambos organismos de la Comunidad de Madrid.

### Proceso judicial
En abril de 2012 fue condenado a seis años y cuatro meses de inhabilitación para cargo público por un delito continuado de prevaricación. Este periplo judicial comenzó en 2004, cuando ya no era alcalde de Aranjuez. En 2013 el Tribunal Supremo ratificó la condena, confirmando la pena de inhabilitación de seis años y cuatro meses.